# Chelu
Chelu (chinesisch 车陆乡, Pinyin Chēlù Xiāng) ist eine Gemeinde im Kreis Xunke der Stadt Heihe in der nordostchinesischen Provinz Heilongjiang. Die Gemeinde hat eine Fläche von 431,1 km² und 7.434 Einwohner (Stand: Zensus 2010). Sie liegt am Südufer des Heilong Jiang, direkt gegenüber von Russland. In Chelu wird hauptsächlich Weizen und Soja angebaut. Daneben spielt der Fischfang im Heilong Jiang eine wichtige Rolle. Die Gemeinde gehört zu den traditionellen Siedlungsgebieten der Russen in China.

## Administrative Gliederung
Chelu setzt sich aus zehn Dörfern zusammen. Diese sind:
- Dorf Chelu der Russen (车陆俄罗斯族村), Zentrum, Sitz der Gemeinderegierung;
- Dorf Daogan der Russen (道干俄罗斯族村);
- Dorf Dongshuanghe (东双河村);
- Dorf Hongfeng (宏丰村);
- Dorf Hongjiang der Russen (宏疆俄罗斯族村);
- Dorf Hongwei (宏伟村);
- Dorf Kurbin (库尔滨村);
- Dorf Limin (利民村);
- Dorf Weidong (卫东村);
- Dorf Xishuanghe (西双河村).